# Dangerous (píseň, Cascada)
„Dangerous“ je píseň německé dance-popové skupiny Cascada. Píseň pochází z jejich třetího alba Evacuate the Dancefloor. Produkce se ujal producent Manuel Reuter a Yann Peifer.